# Jean Baptiste Alphonse Dechauffour de Boisduval

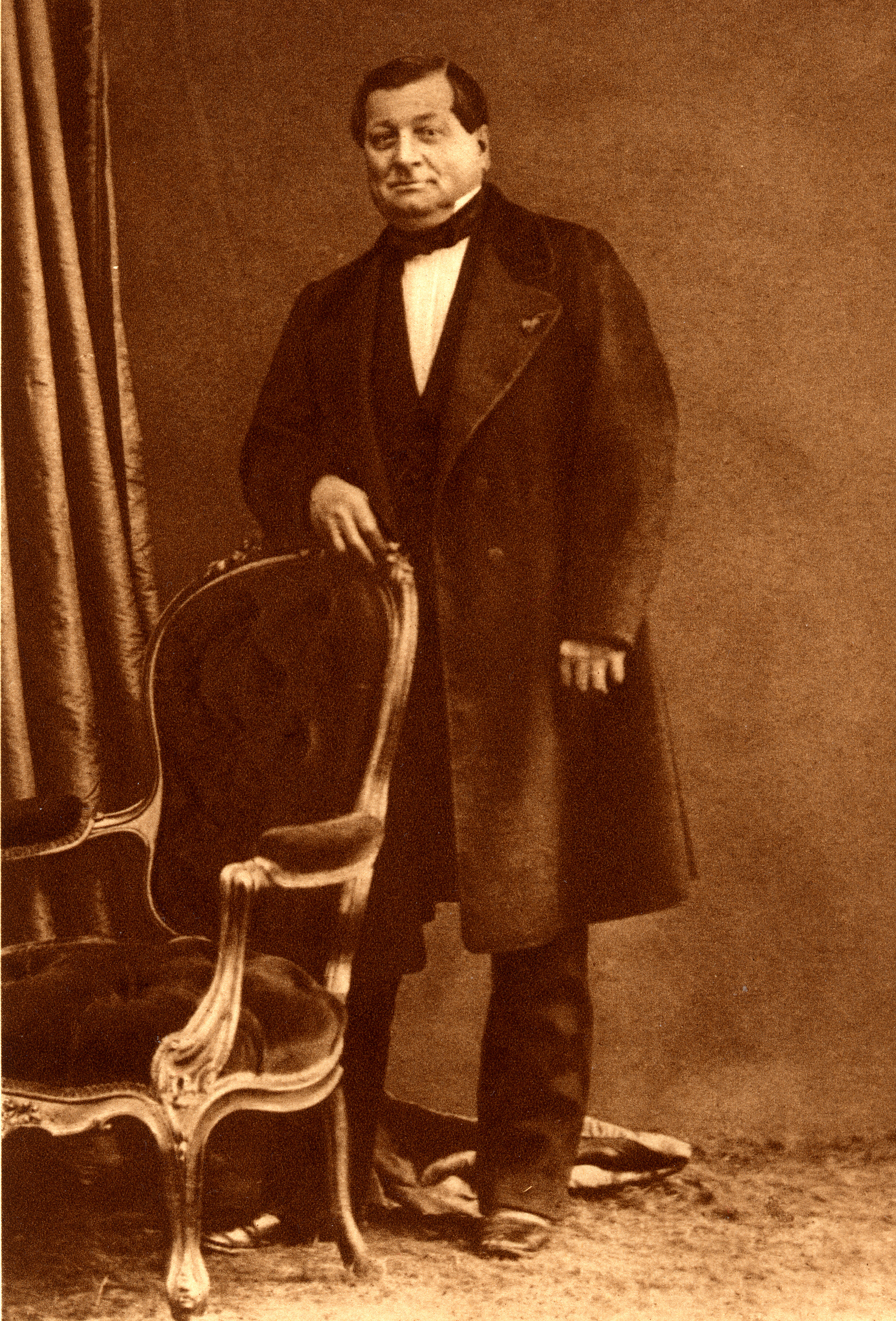
Jean-Baptiste Alphonse Dechauffour de Boisduval, 1874.

Jean Baptiste Alphonse Dechauffour de Boisduval (* 17. Juni 1799 in Ticheville; † 30. Dezember 1879 ebenda) war ein französischer Insektenforscher, Botaniker und Arzt. Sein offizielles botanisches Autorenkürzel lautet „Boisd.“

## Leben
1828 erhielt Boisduval seinen Doktor in Medizin. Er beschrieb viele neue Arten von Insekten. Als einer der herausragenden Schmetterlingsforscher Frankreichs war er auch Mitbegründer der Société entomologique de France. Am Beginn seiner Karriere beschäftigte er sich auch mit Coleoptera und arbeitete zusammen mit Lacordaire und Latreille. Er war Kurator der Pierre-François-Marie-Auguste-Dejean-Sammlung in Paris und beschrieb viele neue Arten von Käfern und Schmetterlingen, die von den Expeditionen der Forschungsschiffe „Astrolabe“ des Jean-François de Galaup, Baron de La Pérouse und der „Coquille“ des Louis Isidore Duperrey gesammelt worden waren.

## Sammlungsmaterial
Das beschriebene Material blieb jedoch größtenteils nicht in Paris. So sind die von Boisduval beschriebenen Elateridae heute im Natural History Museum in London und die Typen der Curculionidae im Naturhistorischen Museum in Brüssel. Die Schmetterlinge wurden an Charles Oberthür (1845–1924) verkauft. Die Sphingidae sind heute im Carnegie Museum of Natural History in Pittsburgh, Pennsylvania.

## Wissenschaftliche Werke
Boisduval publizierte, zum Teil in Zusammenarbeit mit anderen Forschern, weit über 30 bedeutende wissenschaftliche Werke.
Wenig bekannt ist, dass sich seine ersten Arbeiten mit Pflanzen beschäftigten. 1827 bis 1828 erschienen die drei Bände Manuel complet de botanique bei Roret in Paris.
1829 folgte das Werk „Europaeorum lepidopterorum index methodicus (tableau méthodique des lépidoptères d’Europe). La même année, il commence la publication de l’Iconographie et histoire naturelle des coléoptères d’Europe“.
Zusammen mit John Eatton Le Conte publizierte er von 1829 bis 1837 in Paris das Werk Histoire général et iconographie des lepidoptérès et des chenilles de l’Amerique septentrionale (in Englisch General history and illustrations of the Lepidoptera and caterpillars of Northern America). Das Gesamtwerk war nicht vor 1837 vollendet.
Die ersten Arbeiten beschäftigten sich auch mit Käfern, die er zusammen mit Pierre François Marie Auguste Dejean in der Iconographie et histoire naturelle des Coléoptères d’Europe veröffentlichte. Das Werk erschien 1832 bis 1837 in Brüssel in mehreren Lieferungen.
Ein Klassiker wurde der Band über die Insekten, die von der Forschungsexpedition mit der „Astrolabe“ gesammelt wurden (Jules Dumont d’Urville (Hrsg.): Voyage de l’Astrolabe. Faune entomologique de l’Océanie par le Dr Boisduval. Tome 1: Lepidoptères (1832); Tome 2 Coléoptères, Hémiptères, Orthoptères Névroptères, Hyménoptères et Diptères (1835)).
Zusammen mit Adolphe de Graslin und Jules Pièrre Rambur publizierte er 1832 die „Collection iconographique et historique des chenilles d’Europe“, eine wichtige Arbeit über die Schildläuse. Aus der auf Disteln und Feigenkakteen (Opuntien) lebenden Cochenilleschildlaus (Dactylopius coccus Costa oder Coccus cacti Linnaeus) wurde (neben anderen Arten) damals der rote Farbstoff Karmesin gewonnen. Die Schildlauszucht war in einigen Teilen Europas ein wichtiger Wirtschaftszweig.
Die „Icônes historique des lépidoptères nouveaux ou peu connus. Collection… des papillons d’Europe nouvellement découverts… “ erscheinen von 1832 bis 1834 bei Roret in Paris.
Für die Schmetterlingsforschung das sicherlich wichtigste Werk war die (zusammen mit Guenée publizierte) Histoire Naturelle Des Insectes, die von 1852 bis 1874 in mehreren Lieferungen erschien.
Aber auch die praktische Verwertung seiner wissenschaftlichen Ergebnisse seiner entomologischen Forschungen für den Gartenbau interessierte ihn. 1867 publizierte er das Werk „Essai sur l’entomologie horticole, comprenant l’histoire des insectes nuisibles à l’horticulture avec l’indication des moyens propres à les éloigner ou à les détruire et l’histoire des insectes et autres animaux utiles aux cultures.“, das in der Librairie d’Horticulture des E. Donnaud in Paris erschien.

## Dedikationsnamen
Als einer der führenden Schmetterlingsforscher der 1. Hälfte des 19. Jahrhunderts wurde er von vielen späteren Kollegen durch die Benennung von Schmetterlingsarten geehrt. Koçak & Koçak (2008) listen 20 Dedikationsnamen auf, die sich hauptsächlich auf verschiedene Gruppen der Tagschmetterlinge verteilen.